# Szoláris év
A szoláris év, vagy tropikus év a Földnek a Nap körüli keringési ideje, két tavaszi napéjegyenlőség között eltelt idő. Értéke átlagosan 365,2422 nap, vagyis 365 nap, 5 óra, 48 perc, 46 másodperc. (kerekítve 365¼ nap).